# Alexandr Pavlovič Lapin
Alexandr Pavlovič Lapin (rusky Александр Павлович Лапин; * 1. ledna 1964, Kazaň) je ruský generál, od listopadu 2017 velitel Středního vojenského okruhu.
Narodil se do dělnické rodiny a studoval nejprve nejprve v letech 1981–1982 Kazaňský chemicko-technologický institut. Po základní vojenské službě v letech 1982–1984 ve Vojskách protivzdušné obrany SSSR nastoupil na Kazaňské vyšší tankové velitelské učiliště, kde dokončil studium v roce 1988. Sloužil pak v tankovém vojsku v Leningradském vojenském okruhu a v Pobřežních jednotkách Severního loďstva. V roce 1997 promoval na Vojenské akademii tankových vojsk maršála Malinovského v Moskvě. Sloužil pak v 58. vševojskové armádě a v 19. motostřelecké divizi. V letech 2001–2003 byl velitelem štábu 20. motostřelecké divize, v letech 2003–2006 byl velitel 205. motostřelecké brigády a byl povýšen na generálmajora. V letech 2006–2007 byl velitelem 20. gardové motostřelecké divize. V roce 2009 promoval na Vojenské akademii Generálního štábu Ozbrojených sil Ruské federace. Pak byl zástupcem velitele 58. armády. Od dubna 2012 do července 2014 byl velitelem 20. gardové vševojskové armády. V roce 2014 byl povýšen na generálporučíka. V letech 2014–2017 byl zástupcem velitele a náčelníkem štábu Východního vojenského okruhu. Od října 2018 do ledna 2019 velel ruské vojenské intervenci v Sýrii.
V červnu 2022 bylo zveřejněno, že velí střední skupině vojsk v rámci ruské invaze na Ukrajinu. Dne 10. ledna 2023 byl Alexandr Lapin jmenován náčelníkem štábu pozemních sil ruských ozbrojených sil.